# Ak"jar
Ak"jar (in russo Акъяр?; in baschiro Аҡъяр) è un villaggio della Russia europea orientale, situato nella Repubblica autonoma della Baschiria; appartiene al rajon Chajbullinskij, del quale è il centro amministrativo.
Il villaggio si trova vicino al fiume Tanalyk. Nelle vicinanze c'è il bacino idrico di Ak"jar sul fiume Tašla (affluente del Tanalyk).